# Róża Herman
Róża Maria Herman (16 de gener de 1902 - 7 de març de 1995) va ser una jugadora d'escacs polonesa. Va ser guardonada amb el títol Mestra Internacional Femenina per la FIDE el 1950. Era doctora en medicina, i va viure a Łódź, la seva ciutat natal.

## Resultats destacats en competició
El juny de 1935, va ocupar la 4a posició al primer campionat femení de Polònia, celebrat a Varsòvia, que va ser guanyat per Regina Gerlecka. Dos mesos més tard, Herman va empatar al sisè lloc al 5è Campionat del Món femení celebrat a Varsòvia (la guanyadora fou Vera Menchik).
El 1936, va participar en el torneig internacional femení a Semmering, Àustria, guanyat per Sonja Graf. Herman hi va acabar en 11è lloc. L'any següent, va acabar 6a en el segon campionat polonès femení, guanyat de nou per Gerlecka. L'agost de 1937, Herman va empatar als llocs 10è-16è al 6è Campionat del Món femení a Estocolm (va guanyar Vera Menchik). El 1939, va empatar als llocs 1r-2n amb Gerlecka al campionat femení de Varsòvia.
Després de la Segona Guerra Mundial, Herman va ocupar el 16è lloc al Campionat del Món femení de Moscou 1949/50 (la campiona fou Ludmila Rudenko). Va ser dues vegades campiona femenina de Polònia a Łódź 1949 i Torun 1950, i subcampiona a Częstochowa 1951.